# 電解フッ素化
電解フッ素化または電気化学的フッ素化 （Eelectrochemical fluorination、ECF）とは、有機フッ素化合物の基礎的な製造方法の一つである。電解フッ素化を用いると、炭素-フッ素結合が相対的に不活性なフッ素化物が得られる。電解フッ素化はさまざまな有機物のフッ素化に利用でき、シモンズ法とフィリップス・ペトロリアム法が商用化され、広く使われている。電解フッ素化の発明以前には、 直接フッ素を用いてフッ素化が行われていたが、フッ素を取り扱う危険性のわりに収率も今ひとつであった。電解フッ素化は費用対効果に優れるが、条件によっては低収率になることもある。 

## シモンズ法
シモンズ法はジョセフ・H・シモンズが開発したもので、フッ化水素溶液中に有機化合物を加え、ニッケルメッキを施した陽極に 5- 6 ボルトを印加して電解を行う方法である。反応としては以下のようになる。 
R3C–H + HF → R3C–F + H2
典型的には、この反応がC–H結合ごとに1回起きる。シモンズはペンシルベニア州立大学教授だった 1930年代に 3M の支援を受けてこの方法を発明した。しかし、この方法は六フッ化ウランの生産に関係するものとされ、第二次世界大戦の間は公にされることはなかった。   

シモンズは、1949年に同僚とともに  Journal of the Electrochemical Societyに論文を発表した。 
シモンズ法は、アミンやエーテル、カルボン酸およびスルホン酸のペルフルオロ化物の製造に使用されている。カルボン酸およびスルホン酸の場合、生成物は対応するフッ化アシルおよびフッ化スルホニルが得られる。実験室レベルでも利用できるが、溶媒とフッ素源を兼ねるフッ化水素の危険性と、水分の混入に注意しなければならない。 

## フィリップス・ペトロリアム法
シモンズ法と類似した方法であるが、通常は揮発性炭化水素や塩素化炭化水素からフッ素化物を製造するのに利用され、フッ化水素雰囲気中の溶融フッ化カリウムに浸漬した多孔質グラファイト陽極でフッ素化を行うものである。炭素陽極気相電解フッ素化（Carbon Anode Vapor Phase Electrochemical Fluorination、 CAVE）と呼ばれることもある。原料となる有機化合物は、多孔質グラファイト陽極を通じて系内に導入される。電解質として、比較的低融点で電気伝導度も良好なフッ化水素カリウムを用いることもある。フィリップス・ペトロリアム法は、3M の生産施設で広く使用されていた。 

## その他の方法
シモンズ法、フィリップス・ペトロリアム法以外にも、電解質として例えば有機フッ化物とアセトニトリルを用いる方法もある。典型的にはフッ素源としてトリエチルアミン三フッ化水素酸塩（(C2H5)3N:3HF）が用いられる。場合によってはアセトニトリルを使わず、トリエチルアミン三フッ化水素酸塩を溶媒兼フッ素源とすることもある。この方法は、ベンゼンからフルオロベンゼン、アルケンから 1,2-ジフルオロアルカンを製造するのに使われる。 